# Atanarjuat
Atanarjuat, ook bekend als The Fast Runner of Atanarjuat: The Fast Runner is een Canadese film uit 2001, geregisseerd door de Canadese inuk Zacharias Kunuk. De bijna drie uur durende film vertelt een oude Inuit-sage in het Inuktitut en won een Genie Award voor beste film en de Caméra d'or op het Filmfestival van Cannes.

## Rolverdeling
| Acteur                | Personage       |
| --------------------- | --------------- |
| Natar Ungalaaq        | Atanarjuat      |
| Pakak Innuksuk        | Amaqjuaq        |
| Neeve Irngaut         | Uluriaq         |
| Felix Alaralak        | Tulimaq         |
| Stephen Qrunnut       | jonge Tulimaq   |
| Peter-Henry Arnatsiaq | Oki             |
| Lucy Tulugarjuk       | Puja            |
| Apayata Kotierk       | Kumaglak        |
| Madeline Ivalu        | Panikpak        |
| Mary Angutautuk       | jonge Panikpak  |
| Pauloosie Qulitalik   | Qulitalik       |
| Charlie Qulitalik     | jonge Qulitalik |
| Mary Qulitalik        | Niriuniq        |
| Eugene Ipkarnak       | Sauri           |
| Eric Nutarariaq       | jonge Sauri     |
| Sylvia Ivalu          | Atuat           |
| Abraham Ulayuruluk    | Tungajuaq       |
| Luke Taqqaugaq        | Pittiulak       |
| Alex Uttak            | Pakak           |